# Antonín Kinský (calciatore 2003)
Antonín Kinský (Praga, 13 marzo 2003) è un calciatore ceco, portiere del Tottenham.

## Biografia
È figlio dell'ex portiere Antonín Kinský.

## Carriera

### Club
Kinský ha iniziato a giocare a calcio nelle giovanili del Tempo Praga per poi passare al Bohemians 1905 ed infine al Dukla Praga, con cui ha debuttato nel calcio professionistico il 14 luglio 2020 nell'incontro di Fotbalová národní liga vinto 2-1 contro il Fotbal Třinec.
Il 28 agosto 2021 è stato acquistato dallo Slavia Praga ed il 22 settembre ha debuttato nell'incontro di Pohár FAČR vinto 4-2 contro lo Slovan Velvary. Nel gennaio del 2022 è passato in prestito al Vyškov per una stagione e mezza e nel luglio del 2023 è passato con la stessa formula al Pardubice, di cui è diventato titolare nella seconda metà di stagione.
Rientrato allo Slavia Praga, in seguito all'infortunio subito da Jindřich Staněk è stato promosso al ruolo di portiere titolare.
Ciò gli permette di mettersi in mostra e venire notato dai top club stranieri, infatti, il 5 gennaio 2025 viene acquistato dal Tottenham.

### Nazionale
Ha giocato nelle nazionali giovanili ceche Under-15, Under-16, Under-17 ed Under-19.
Nel 2023 è stato convocato dalla Repubblica Ceca Under-21 per disputare il campionato europeo di categoria, ma ha dovuto rinunciarvi a causa di un infortunio.
Il 4 ottobre 2024 ha ricevuto la prima convocazione da parte della nazionale ceca per gli incontri di Nations League contro Albania e Ucraina.

## Statistiche

### Presenze e reti nei club
Statistiche aggiornate all'8 gennaio 2025.
| Stagione            | Squadra             | Campionato          | Campionato | Campionato | Coppe nazionali | Coppe nazionali | Coppe nazionali | Coppe continentali | Coppe continentali | Coppe continentali | Altre coppe | Altre coppe | Altre coppe | Totale | Totale | Totale |
| Stagione            | Squadra             | Comp                | Pres       | Reti       | Comp            | Pres            | Reti            | Comp               | Pres               | Reti               | Comp        | Pres        | Reti        | Pres   | Reti   |        |
| ------------------- | ------------------- | ------------------- | ---------- | ---------- | --------------- | --------------- | --------------- | ------------------ | ------------------ | ------------------ | ----------- | ----------- | ----------- | ------ | ------ | ------ |
| 2020-2021           | Dukla Praga B       | CFL                 | 3          | -8         | -               | -               | -               | -                  | -                  | -                  | -           | -           | -           | 3      | -8     |        |
| 2019-2020           | Dukla Praga         | FNL                 | 1          | -1         | CRC             | 0               | 0               | -                  | -                  | -                  | -           | -           | -           | 1      | -1     |        |
| 2020-2021           | Dukla Praga         | FNL                 | 5          | -7         | CRC             | 1               | 0               | -                  | -                  | -                  | -           | -           | -           | 6      | -7     |        |
| Totale Dukla Praga  | Totale Dukla Praga  | Totale Dukla Praga  | 6          | -8         |                 | 1               | 0               |                    | -                  | -                  |             | -           | -           | 7      | -8     |        |
| 2021-2022           | Slavia Praga B      | CFL                 | 8          | -8         | -               | -               | -               | -                  | -                  | -                  | -           | -           | -           | 8      | -8     |        |
| 2021-2022           | Slavia Praga        | 1L                  | 0          | 0          | CRC             | 1               | -2              | -                  | -                  | -                  | -           | -           | -           | 1      | -2     |        |
| 2021-2022           | Vyškov              | FNL                 | 13         | -14        | CRC             | 0               | 0               | -                  | -                  | -                  | -           | -           | -           | 13     | -14    |        |
| 2022-2023           | Vyškov              | FNL                 | 32         | -30        | CRC             | 2               | -4              | -                  | -                  | -                  | -           | -           | -           | 34     | -34    |        |
| Totale Vyškov       | Totale Vyškov       | Totale Vyškov       | 45         | -44        |                 | 2               | -4              |                    | -                  | -                  |             | -           | -           | 47     | -48    |        |
| 2023-2024           | Pardubice B         | CFL                 | 2          | -6         | -               | -               | -               | -                  | -                  | -                  | -           | -           | -           | 2      | -6     |        |
| 2023-2024           | Pardubice           | 1L                  | 18         | -19        | CRC             | 0               | 0               | -                  | -                  | -                  | -           | -           | -           | 18     | -19    |        |
| 2024-2025           | Slavia Praga        | 1L                  | 19         | -7         | CRC             | 0               | 0               | UCL+UEL            | 4+6                | -4 + -7            | -           | -           | -           | 29     | -18    |        |
| Totale Slavia Praga | Totale Slavia Praga | Totale Slavia Praga | 19         | -7         |                 | 1               | -2              |                    | 10                 | -11                |             | -           | -           | 30     | -20    |        |
| 2024-2025           | Tottenham           | PL                  | 0          | 0          | FACup+CdL       | 0+1             | 0+0             | UEL                | 0                  | 0                  | -           | -           | -           | 1      | 0      |        |
| Totale carriera     | Totale carriera     | Totale carriera     | 101        | -100       |                 | 5               | -6              |                    | 10                 | -11                |             | -           | -           | 116    | -117   |        |

## Palmarès

#### Competizioni internazionali
- UEFA Europa League: 1

Tottenham Hotspur: 2024-2025